# Eburia octomaculata
Eburia octomaculata là một loài bọ cánh cứng trong họ Cerambycidae.